# 로버트 케드릭 셰리프
로버트 세드릭 셰리프(Robert Cedric Sherriff, 1986년 6월 6일 ~ 1975년 11월 13일)는 잉글랜드의 작가이다. 제1차 세계 대전에 장교로 복무한 경험을 바탕으로 쓴 희곡 《여행의 끝》이 대표작이며, 희곡 외에도 시나리오, 과학소설도 썼다.
과학소설가로서는 《홉킨스 필사본》 과 같은 재난 종말 문학을 통해 존 윈덤, 브라이언 올디스 등에게 영향을 미쳤다.